# Бої за Чорнобиль
Бої за Чорнобиль — бойові дії у зоні відчуження Чорнобильської АЕС між ЗС Росії та ЗСУ, що відбувались 24 лютого — 2 квітня 2022 року, з першого дня російського вторгнення в Україну.
Російські війська, що почали наступ з боку Білорусі, до кінця дня змогли захопити територію Чорнобильської АЕС.
2 квітня ЗСУ без пострілу повернули Чорнобильську АЕС.

## Перебіг подій
24 лютого війська окупантів із території Білорусі увійшли до Зони Чорнобильської АЕС. Нацгвардійці, що охороняють сховище небезпечних радіоактивних відходів, чинять опір.
У другій половині дня українська влада оголосила, що однією з цілей російського наступу стало захоплення Чорнобильської зони відчуження. До кінця дня Україна оголосила про втрату контролю над Прип'яттю та Чорнобилем. Також повідомлялося, що під час бойових дій артилерійським вогнем було пошкоджено місця зберігання радіоактивних відходів, що призвело до підвищення радіоактивності.
26 лютого російська армія імітувала повітряні бої над Чорнобильською зоною — йде підготовка фейкових провокаційних новин для світових ЗМІ, ніби Україна обстрілює окупантів у Чорнобилі над небезпечними об'єктами.
9 березня українська компанія-оператор атомних електростанцій «Енергоатом» поінформувала МАГАТЕ про те, що на ЧАЕС відключено електропостачання, яке використовується, зокрема, для охолодження відпрацьованого палива. В агентстві, однак, пояснили: «МАГАТЕ вважає, що теплове навантаження басейну, в якому зберігається відпрацьоване паливо, і обсяг рідини, що охолоджує, достатні для ефективного відведення тепла без електропостачання».
МАГАТЕ повідомило, що Україна звернулася до організації за допомогою із забезпеченням ротації персоналу на АЕС, оскільки там з початку війни працює одна й та сама зміна з 210 осіб, зв'язок із якою, до того ж, збереглася лише через електронну пошту.
У березні 2022 року на заході Чорнобильської зони відчуження розпочалися локальні пожежі.
31 березня «Енергоатом» проінформував, що окупанти збираються покинути Чорнобильську АЕС та її місто-супутник Славутич. Вони вже двома колонами вирушили в бік українського кордону з Республікою Білорусь. Про наміри покинути ЧАЕС загарбники зранку того ж дня повідомили українському персоналу станції
3 квітня, за заявою «Енергоатом», російські війська залишили територію станції та прилегле місто Прип'ять; того ж дня місто зайняли сили ЗСУ.

## Підвищення рівня радіації
Державна інспекція ядерного регулювання України зафіксувала 20-кратне збільшення рівня гамма-випромінювання в районі 24 лютого: показання місцевих станцій моніторингу збільшилися з 3 до 65 мікрозівертів на годину. За твердженням експертів, це швидше за все викликано тим, що військова техніка, що проходила зоною відчуження, підняла в повітря забруднений пил, що осів на землі. Експерти вважають, що велика ядерна катастрофа там вкрай малоймовірна.
Радник міністра внутрішніх справ Вадим Денисенко заявив що, підвищення рівня радіації зафіксовано вперше після аварії на ЧАЕС 1986 року.